# Michael Greis
Michael Greis (Füssen, 18 de agosto de 1976) es un deportista alemán que compitió en biatlón.
Participó en tres Juegos Olímpicos de Invierno, entre los años 2002 y 2006, obteniendo tres medallas de oro en Turín 2006.
Ganó doce medallas en el Campeonato Mundial de Biatlón entre los años 2004 y 2012, y tres medallas en el Campeonato Europeo de Biatlón, en los años 1999 y 2001.

## Palmarés internacional
| Juegos Olímpicos   | Juegos Olímpicos            | Juegos Olímpicos  | Juegos Olímpicos |
| Año                | Lugar                       | Medalla           | Prueba           |
| ------------------ | --------------------------- | ----------------- | ---------------- |
| 2006               | Turín (Italia)              | Medalla de oro    | Individual       |
| 2006               | Turín (Italia)              | Medalla de oro    | Salida en grupo  |
| 2006               | Turín (Italia)              | Medalla de oro    | Relevos          |
| Campeonato Mundial |                             |                   |                  |
| Año                | Lugar                       | Medalla           | Prueba           |
| 2004               | Oberhof (Alemania)          | Medalla de oro    | Relevos          |
| 2005               | Hochfilzen (Austria)        | Medalla de plata  | Individual       |
| 2005               | Janty-Mansisk (Rusia)       | Medalla de bronce | Relevo mixto     |
| 2007               | Anterselva (Italia)         | Medalla de oro    | Salida en grupo  |
| 2007               | Anterselva (Italia)         | Medalla de plata  | Individual       |
| 2007               | Anterselva (Italia)         | Medalla de bronce | Relevos          |
| 2008               | Östersund (Suecia)          | Medalla de oro    | Relevo mixto     |
| 2008               | Östersund (Suecia)          | Medalla de bronce | Relevos          |
| 2009               | Pyeongchang (Corea del Sur) | Medalla de bronce | Relevos          |
| 2009               | Pyeongchang (Corea del Sur) | Medalla de bronce | Relevo mixto     |
| 2011               | Janty-Mansisk (Rusia)       | Medalla de plata  | Relevo mixto     |
| 2012               | Ruhpolding (Alemania)       | Medalla de bronce | Relevos          |
| Campeonato Europeo |                             |                   |                  |
| Año                | Lugar                       | Medalla           | Prueba           |
| 1999               | Izhevsk (Rusia)             | Medalla de oro    | Relevos          |
| 2001               | Haute-Maurienne (Francia)   | Medalla de oro    | Relevos          |
| 2001               | Haute-Maurienne (Francia)   | Medalla de plata  | Persecución      |

### Juegos Olímpicos
| Lugar y año         | Individual | Velocidad | Persecución | Salida en grupo | Relevo |
| ------------------- | ---------- | --------- | ----------- | --------------- | ------ |
| Salt Lake City 2002 | NP         | 15.º      | 16.º        | –               | NP     |
| Turín 2006          | Oro        | 19.º      | 12.º        | Oro             | Oro    |
| Vancouver 2010      | 10.º       | 21.º      | 5.º         | 10.º            | 5.º    |